# Peter Lieb
Peter Lieb (* 1974 in Garmisch-Partenkirchen) ist ein deutscher Militärhistoriker.

## Leben
Nach dem Wehrdienst (W12) 1993/94 beim Fallschirmjägerbataillon 251 in Calw studierte Lieb 1994/95 Volkswirtschaftslehre und von 1995 bis 2001 Neuere Geschichte, Geschichte Osteuropas und Betriebswirtschaftslehre an der Ludwig-Maximilians-Universität München, der Universität Pau und der Universität Paris XII. Nach dem Magister Artium (M.A.) in München war er Visiting Scholar am Deutschen Historischen Institut Paris. Von 2001 bis 2005 war er Wissenschaftlicher Mitarbeiter am Institut für Zeitgeschichte. 2005 wurde er bei Horst Möller an der LMU München mit der Dissertation Konventioneller Krieg oder NS-Weltanschauungskrieg? Kriegführung und Partisanenbekämpfung in Frankreich 1943/44 zum Dr. phil. promoviert.
Darin zeichnet Lieb die völkerrechtswidrige deutsche Besatzungspolitik und Kriegführung auf dem westlichen Kriegsschauplatz nach. Er differenziert dabei zwischen den Verbänden der Wehrmacht und der SS. Letztere hätten einen ideologischen Kampf geführt, während die Wehrmacht sich am Gedanken der militärischen Zweckmäßigkeit orientiert, zugleich aber auch nur selten gegen diese Aufgabenteilung protestiert habe. Für seine Arbeit, die im Rahmen des am Institut für Zeitgeschichte angesiedelten Projekts Wehrmacht in der NS-Diktatur entstand, wurde Lieb 2006 mit dem Förderpreis des Werner-Hahlweg-Preises für Militärgeschichte und Wehrwissenschaften und dem Prix Guillaume-Fichet/Octave-Simon ausgezeichnet. Die 2007 erschienene Buchfassung von Liebs Dissertation wurde einerseits positiv rezensiert. Der Neuzeithistoriker Sönke Neitzel etwa lobte sie als „vorbildliche Untersuchung“, während Roman Töppel von einem „Standardwerk zur Geschichte des Krieges im Westen 1943/44“ sprach. Armin Nolzen warf Lieb andererseits vor, „seinen Stoff nur unzureichend durchdrungen“ zu haben. Lieb übernehme „die Perspektive der Quellen, sodass er die verbrecherische Rolle der Wehrmacht in Frankreich“ unterschätze.
Lieb war von 2005 bis 2015 Senior Lecturer am Department of War Studies an der Royal Military Academy Sandhurst (RMAS) und wurde 2006 Research Fellow am Centre for European Security der University of Salford. Außerdem lehrte er u. a. an der University of Reading. 2015 wurde er Wissenschaftlicher Mitarbeiter in der Abteilung Bildung, Bereich Grundlagen am Zentrum für Militärgeschichte und Sozialwissenschaften der Bundeswehr in Potsdam. Lieb forscht zur Thematik Militärgeschichte und ist u. a. Mitglied im Arbeitskreis Militärgeschichte und in der Army Records Society. 2009 war er Sachverständiger im Prozess gegen Josef Scheungraber am Landgericht München I. Beratend war er etwa für Arte tätig. Überdies ist er Mitglied des Advisory Boards des Ludwig-Boltzmann-Instituts für Kriegsfolgen-Forschung in Graz-Wien-Raabs. Lieb veröffentlichte u. a. in Militärgeschichtliche Zeitschrift, Journal of Strategic Studies und Vierteljahrshefte für Zeitgeschichte.
Lieb ist seit 2004 Reserveoffizier des Heeres und bekleidet derzeit den Dienstgrad eines Oberstleutnants bei der Gebirgsjägertruppe. Reservedienstleistungen absolviert er beim Führungsstab der Streitkräfte in Bonn und als Ausbilder an der Gebirgs- und Winterkampfschule (Geb/WiKpfS) in Mittenwald.
Seit 2024 ist Lieb Wissenschaftlicher Mitarbeiter im Forschungsbereich Militärgeschichte nach 1945 am Zentrum für Militärgeschichte und Sozialwissenschaften der Bundeswehr in Potsdam.

## Schriften (Auswahl)
- Konventioneller Krieg oder NS-Weltanschauungskrieg? Kriegführung und Partisanenbekämpfung in Frankreich 1943/44 (= Quellen und Darstellungen zur Zeitgeschichte, Band 69). R. Oldenbourg Verlag, München 2007, ISBN 978-3-486-57992-5.
- mit Christian Hartmann, Johannes Hürter, Dieter Pohl: Der deutsche Krieg im Osten 1941–1944. Facetten einer Grenzüberschreitung (= Quellen und Darstellungen zur Zeitgeschichte, Band 76). R. Oldenbourg Verlag, München 2009, ISBN 978-3-486-59138-5.
- mit Wolfram Dornik, Georgiy Kasianov, Hannes Leidinger, Alekseij Miller, Bogdan Musiał, Vasyl Rasevyc: Die Ukraine. Zwischen Selbstbestimmung und Fremdherrschaft 1917–1922 (= Veröffentlichungen des Ludwig-Boltzmann-Instituts für Kriegsfolgen-Forschung, Sonderband 13). Leykam Buchverlag, Graz 2011, ISBN 978-3-7011-0209-9.
- Vercors 1944. Resistance in the French Alps. Osprey Publishing, Oxford 2012, ISBN 978-1-84908-698-1.
- Unternehmen Overlord. Die Invasion in der Normandie und die Befreiung Westeuropas (= Beck’sche Reihe, 6129). Verlag C. H. Beck, München 2014, ISBN 978-3-406-66071-9. (siehe auch Ausgaben der Bundeszentrale für politische Bildung und verschiedener Landeszentralen)
- hrsg. mit Jan Erik Schulte, Bernd Wegner: Die Waffen-SS. Neue Forschungen (= Krieg in der Geschichte, Band 74). Verlag Ferdinand Schöningh, Paderborn 2014, ISBN 978-3-506-77383-8.
- Krieg in Nordafrika 1940–1943. Reclam, Ditzingen 2018, ISBN 978-3-15-011161-1.
- Die Schlacht um Berlin und das Ende des Dritten Reichs 1945. Reclam, Ditzingen 2020, ISBN 978-3-15-011272-4.